# Complejo deportivo Las Mestas

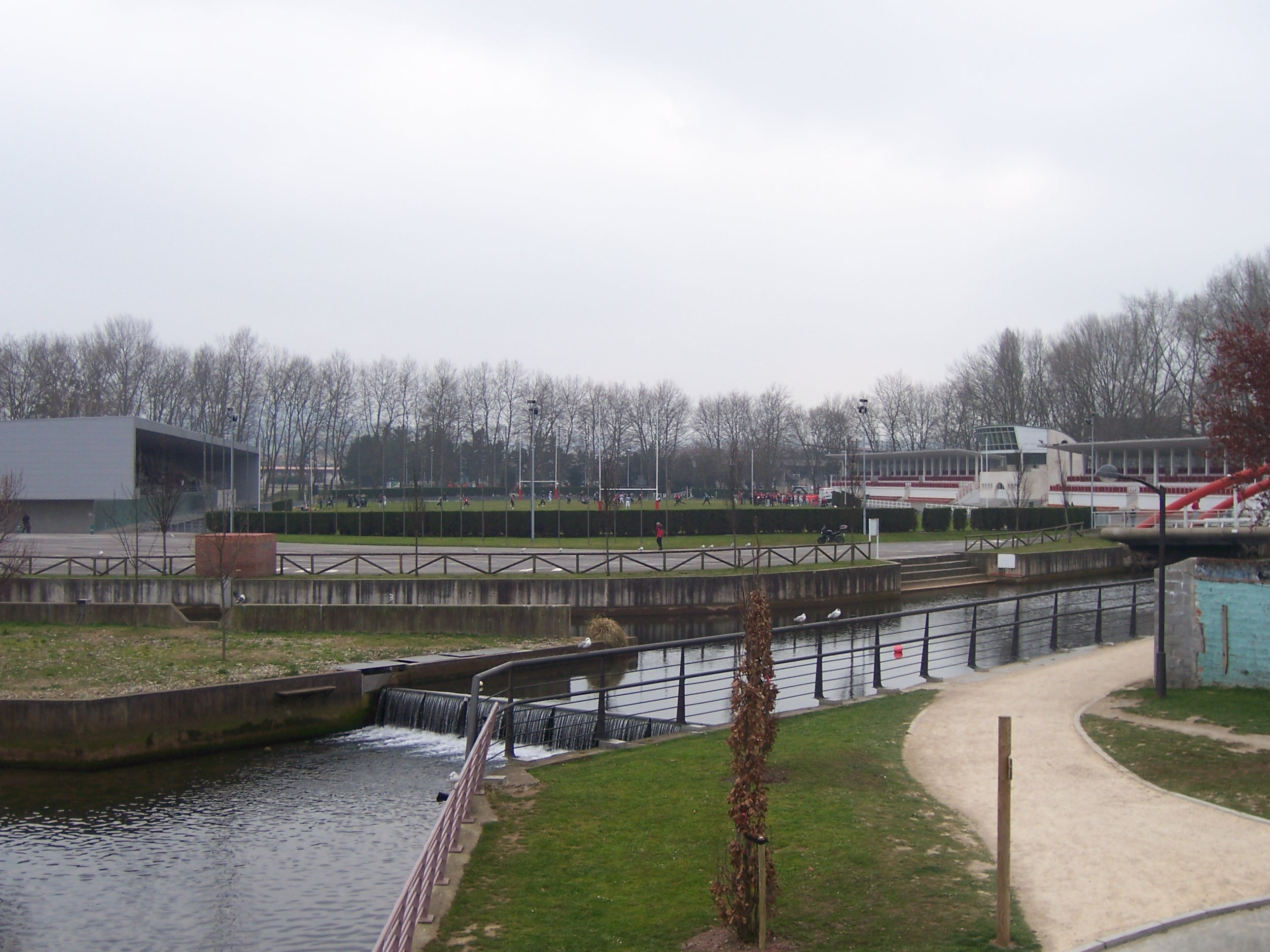
Recinto principal

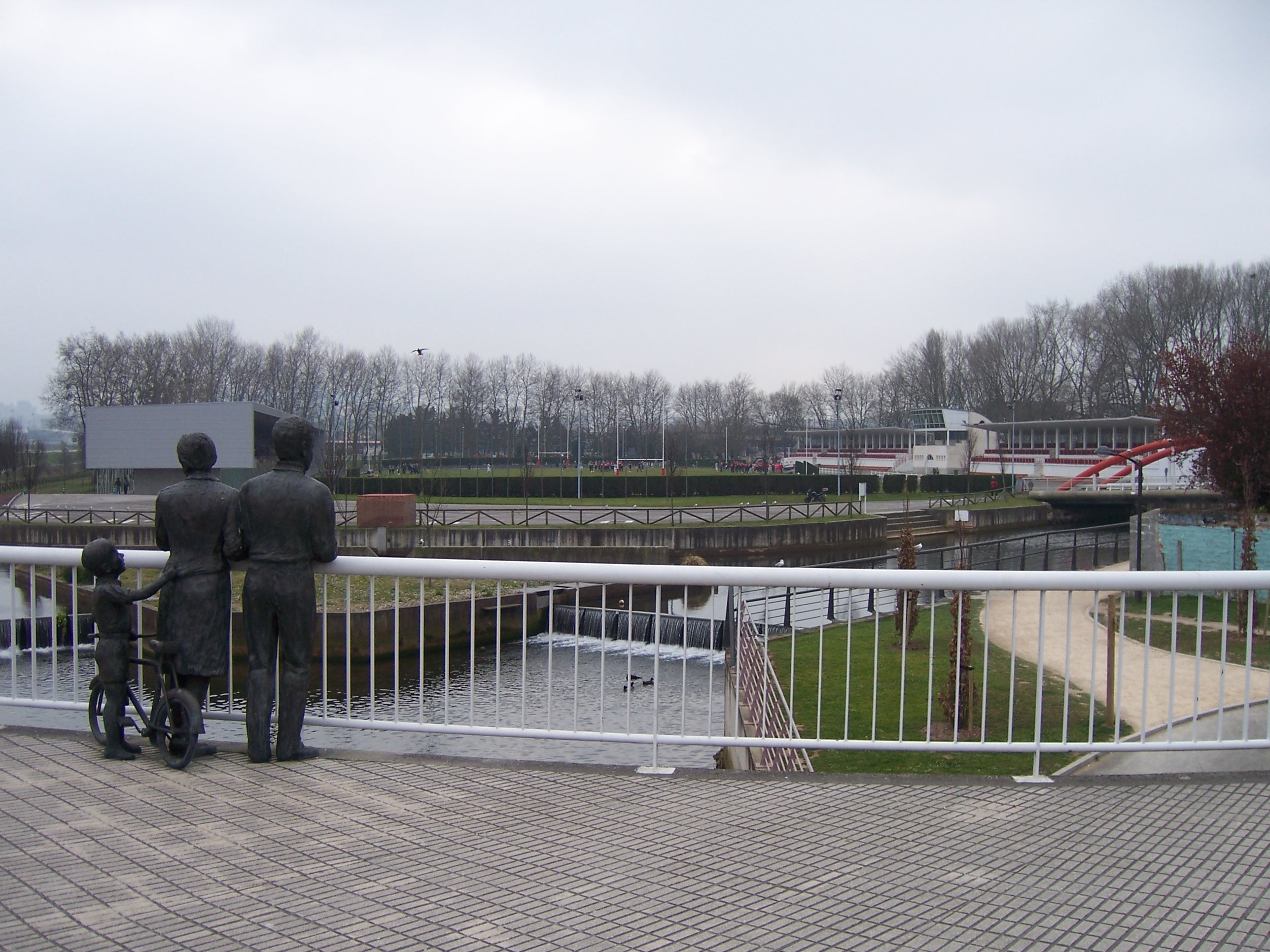
Vista desde el puente sobre el río Piles

El complejo deportivo Las Mestas es una instalación deportiva ubicada en Gijón, Asturias (España). 
La capacidad de las gradas es de unos 10 000 espectadores en el recinto principal y de 5500 en el anexo para atletismo.
Fue adquirido en 1953 por el Ayuntamiento de Gijón debido al éxito del concurso hípico que se celebraba allí desde 1942, para asegurar su celebración y mejorar las instalaciones. El terreno era de los hermanos Suárez, de Bernueces, y ocupaba unos 50 000 m² en dos fincas: Las Mestas (37 740 m²) y la Faza de Viñao (10 378 m²). Tras la adquisición, se instaló una grada permanente de madera. Tras un accidente el 27 de agosto de 1964 en el que se vino abajo la grada durante el concurso, se construyó la grada este en 1965 proyectada por Enrique Álvarez-Sala Morís y se instalaron las tres estatuas de bronce de los caballos y sus aurigas que habían presidido la entrada del cine Los Campos. Para la celebración del XXV Concurso Hípico y Campeonato de Europa de Amazonas, en agosto de 1966, se construyeron las dos gradas oeste y un palco de honor en medio de éstas.

## Usos actuales
- Hipódromo y pista de obstáculos de 10.000 m², dimensiones de 135 X 78 m y obstáculos naturales que incluyen ría. Sede del Concurso de Saltos Internacional de Gijón. Acogió el Campeonato Europeo de Amazonas en 1966, el Campeonato Europeo de Juveniles en 1979, el Campeonato Europeo de 1993, y los Campeonatos de Europa Juvenil y de Jóvenes Jinetes en 2001.[2]
- Estadio de fútbol americano y de rugby.
- Velódromo de 428 m de cuerda. En 2008 acogió el campeonato del mundo de patinaje de velocidad sobre patines en línea.
- Pista independiente de atletismo homologada, denominada "José Luis Rubio", de 400 m de cuerda y 8 calles, módulo de atletismo cubierto en recta de 55 m, con espalderas, bancos suecos, vallas, plinton, escalera horizontal y cuerda de trepa; sala de musculación de 180 m² y 2 pistas polideportivas al aire libre de 44 X 22 m, foso de salto de longitud, zona de lanzamiento de peso.

## Acontecimientos
- El 10 de junio de 2007 acogió la final de Copa del Rey de Rugby, entre el El Salvador Rugby de Valladolid y la UE Santboiana de San Baudilio del Llobregat, con victoria para los primeros por 29-16.
- El 14 de febrero de 2010 acogió el partido internacional de rugby femenino entre España e Inglaterra A, con victoria para las británicas por 5-10.
- El 23 de febrero de 2013 acogió el partido internacional de rugby masculino de la temporada 2013-14 del Seis Naciones B entre España y Rumania, con victoria para los rumanos por 15-25.
- El 23-24 de julio de 2016 acogió el 96 Campeonato de España de atletismo al aire libre.